# BYD Seal 05 DM-i
BYD Seal 05 DM-i — гібридний компактний седан, що виробляється компанією BYD Auto з 2025 року. 

## Опис

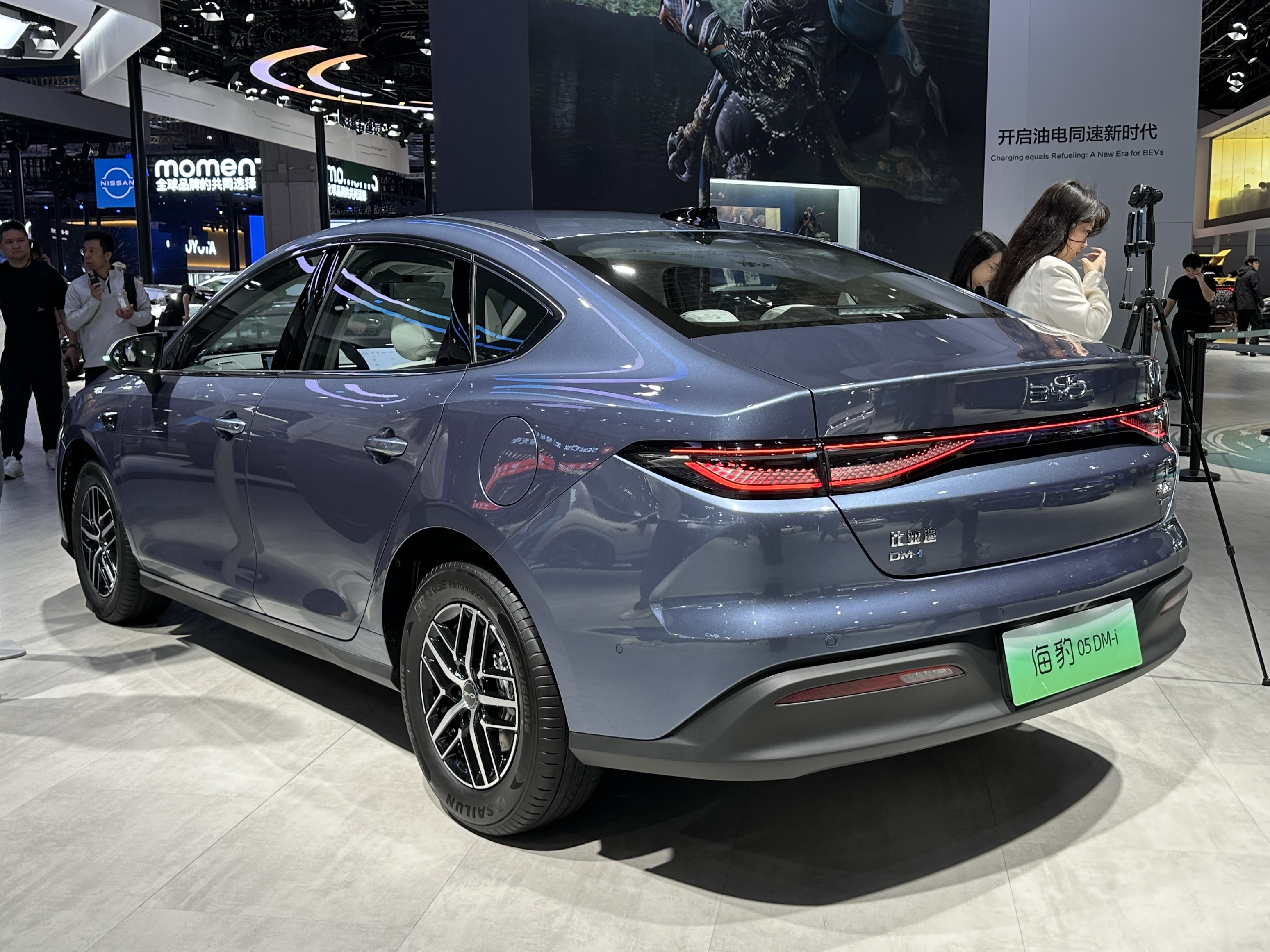

Це рестайлінгова та оновлена версія BYD Destroyer 05, обидві моделі входять до лінійки продуктів «Ocean Series», які розповсюджуються через дилерську мережу «Ocean Network». Це сестринська модель BYD Qin Plus із серії Dynasty Series.
Seal 05 дебютував у січні 2025 року. Він використовує гібридну систему BYD п'ятого покоління. Передпродаж Seal 05 DM-i розпочався 7 січня 2025 року, а пізніше, 10 лютого 2025 року, він був запущений у трьох варіантах.
Зовнішній вигляд Seal 05 DM-i виконаний у дизайнерській концепції серії Ocean від BYD.  Передня частина має хвилеподібні світлодіодні фари, трапецієподібну чорну решітку радіатора та U-подібні повітрозабірники. Задня частина має світлодіодну панель на всю ширину, спойлер «качиний хвіст» стриманого дизайну та приховані вихлопні отвори. Додаткові зовнішні елементи, такі як потрійна камера на лобовому склі, задні камери на передніх крилах та камери в бічних дзеркалах заднього виду. 
Всередині салон оформлений у сіро-бежевій кольоровій гамі. Приладова панель оснащена D-подібним багатофункціональним кермом, прямокутною цифровою РК-панеллю приладів та поворотним сенсорним екраном інформаційно-розважальної системи (на базі системи DiLink від BYD). Приладова панель оснащена кришталевим важелем перемикання передач, який використовується для трансмісії e-CVT, двома підсклянниками, бездротовими зарядними пристроями та низкою фізичних кнопок для важливих функцій автомобіля.
Об'єм багажника Seal 05 DM-i становить 508 літрів, а задні сидіння можна скласти для максимального збільшення простору. 